# فرودگاه دونپرت
فرودگاه دونپرت (به انگلیسی: Devonport Airport) یک فرودگاه همگانی مسافربری با کد یاتا DPO است که یک باند فرود آسفالت دارد و طول باند آن ۱۸۳۸ متر است. این فرودگاه در کشور استرالیا قرار دارد و در ارتفاع ۱۰ متری از سطح دریا واقع شده‌است.